# Jean-Pierre Martinez
Jean-Pierre Martínez, nacido en 1955 en Auvers-sur-Oise (Francia), es dramaturgo, guionista y semiólogo francés de origen español. Participó en los años 1980 en los trabajos de la Escuela Semiótica de París, dirigida por Algirdas Julien Greimas, como animador junto a Jean-Marie Floch del Atelier de Semiología Publicitaria del Grupo de Investigación Semiolingüística (EHESS, CNRS). Contribuyó así al desarrollo del uso de los modelos semióticos greimasianos (como el cuadrado semiótico) en el campo del marketing y los estudios publicitarios. Trabajó durante más de veinte años como consultor semiólogo para los principales institutos de consultoría, como Ipsos, y ha publicado varios artículos sobre este tema.
Luego se convirtió en guionista y escribió un centenar de episodios de series francesas (Avocats & Associés, Extrême Limite...). Enseña guion en París en el Conservatoire Européen d'Ecriture Audiovisuelle, donde también fue alumno (1998). Luego se orientó hacia el teatro. Ha escrito 107 obras, traducidas a varios idiomas y representadas en todo el mundo. Todas sus obras son publicadas por las Ediciones La Comédiathèque y también se pueden descargar desde su sitio web.
Sus obras son objeto de estudio en los departamentos de teatro de varias universidades.
Es miembro de la SACD.

## Principales obras representadas
- 13 y martes (Vendredi 13) : Teatro Montmartre Galabru en París (Francia, 2011), Teatro des Blancs-Manteaux en París (Francia, 2014), Producers Club Theaters en Nueva York (Estados Unidos, 2016), Teatro Frida Kahlo en Los Ángeles (Estados Unidos, 2016), Teatro de la Candela en Montevideo (Uruguay, 2017-2023), Teatro Sala Trovador en Madrid (España, 2018), Eixample Teatre en Barcelona (España, 2019), Grand Petit Théâtre en el Festival OFF de Aviñón (Francia, 2019), Jeff Goldberg Studio en Bombay (India, 2020), gira por Bulgaria (2022-2023), Teatro Municipal Baltazar Dias de Funchal (Madeira, Portugal, 2022).[20][21][22][23]
- Strip Poker : Théâtre de Ménilmontant en París (Francia, 2008, dirigido por Marc Duret), Comédie Nation en París (Francia, 2012), Akuara Teatro Sala Avellaneda en Miami (Estados Unidos, 2015), Espacio Teatro Sala Bardo en Montevideo (Uruguay, 2015), Teatro El Piccolino de Buenos Aires (Argentina, 2016), gira en Portugal (2019-2020 dirigida por Carlos Areia), Bucarest (Rumania, 2022-2023), Малък градски театър „Зад канала“ Sofia (Bulgaria, 2020-2023 con Gerasim Georgiev)[24][25][26]
- Un pequeño asesinato sin consecuencias (Un petit meurtre sans conséquence ): Napa Festival Karachi (Pakistán, 2022), Centro Cultural John dos Passos en Madeira (Portugal, 2022), Teatro El Gato en Nicaragua (2022), Teatro Lara en Madrid (España, 2022), Teatro de Sofia (Bulgaria, 2022-2023)[27]
- Ella y Él (Elle et Lui) : Teatro Darius Milhaud en París (Francia, 2006), Sala Plot Point en Madrid (España, 2006), Bouffon Théâtre en París (Francia, 2010), Teatro del Museo Torres García en Montevideo (Uruguay, 2014), Casa Aquelarre Espacio Escénico en Torreón (México, 2016), Teatro satírico Aleko Konstantinov en Sofía (Bulgaria 2022-2023)[28]
- El Último Cartucho  (Au bout du rouleau) : Teatro Trindade INATEL en Lisboa con Alexandra Leite, (Portugal, 2018), Teatro Nueve Norte de Madrid (España, 2020), Karachi Laughter Fest (2021)[29][30]
- Por debajo de la mesa (Dessous de table): Café Théâtre Le Zèbre d'Arcachon (Francia, 2015), Teatro Dramático Targovishte (Bulgaria, 2023)[31]
- Comme un poisson dans l'air : Aviñón Festival OFF (2018)[32]
- Pronóstico reservado (Diagnostic réservé): Teatro Nacional de Bucarest y gira en Rumanía (2019-2020 con Claudiu Beont)[33]
- Un ataúd para dos (Un cercueil pour deux): Teatro satírico Aleko Konstantinov en Sofia (Bulgaria, 2022-2023 dirigido por Tedy Moskov)[34]
- Zona de turbulencias (Y a-t-il un pilote dans la salle ? ): Théâtre des Vents en Aviñón (Francia, 2015), Ciudad de México (México, 2020), Comédie Saint-Michel en París (Francia, 2023), Río de Janeiro (Brasil, 2023 con André Gonçalves)[35]
- Plagio (Plagiat) : Teatro Porte Saint Michel en Aviñón (Francia, 2019), Midtown Arts Theatre Center Houston (Estados Unidos, 2023)[36]

## Control de autoridades
Proyectos Wikimedia Datos : https://www.wikidata.org/wiki/Q3169554
Identificadores WordCat VIAF ISNI IdRef IMDb AlloCiné
- Datos: Q3169554
- Multimedia: Jean-Pierre Martinez / Q3169554